# Fiat C-plattform
Fiat C är en typ av plattform som fungerar som bas för personbilarna som utvecklats av Fiat-gruppen. Den första tillämpningen ägde rum 1995 med Fiat Bravo och Brava medan en ny generation användes från 2001 för Fiat Stilo och bilarna som härletts från den senare. År 2010 skapade Fiat Group Automobiles (genom Alfa Romeo-divisionen) en helt ny plattform som ersatte 1995 års plattform. Denna plattform, som också ärvde Alfa Romeo 147, debuterade med modellen Alfa Romeo Giulietta och kallades Compact.

## Historia
C utvecklades i början av nittiotalet för mellanklassbilar som producerades av Fiat-gruppen. Till stor del härledd från den tidigare Tipo 2-plattformen som byggde det grundläggande mekaniska chassit för ett flertal bilar, från Fiat Tipo, vidare till Fiat Tempra, Lancia Dedra, Lancia Delta andra serien och Alfa Romeo 155, gör C-plattformen det möjligt att montera motorn framtill i ett tvärgående läge finns grepp tillgängligt på framhjulen.

### Första generationen: C1

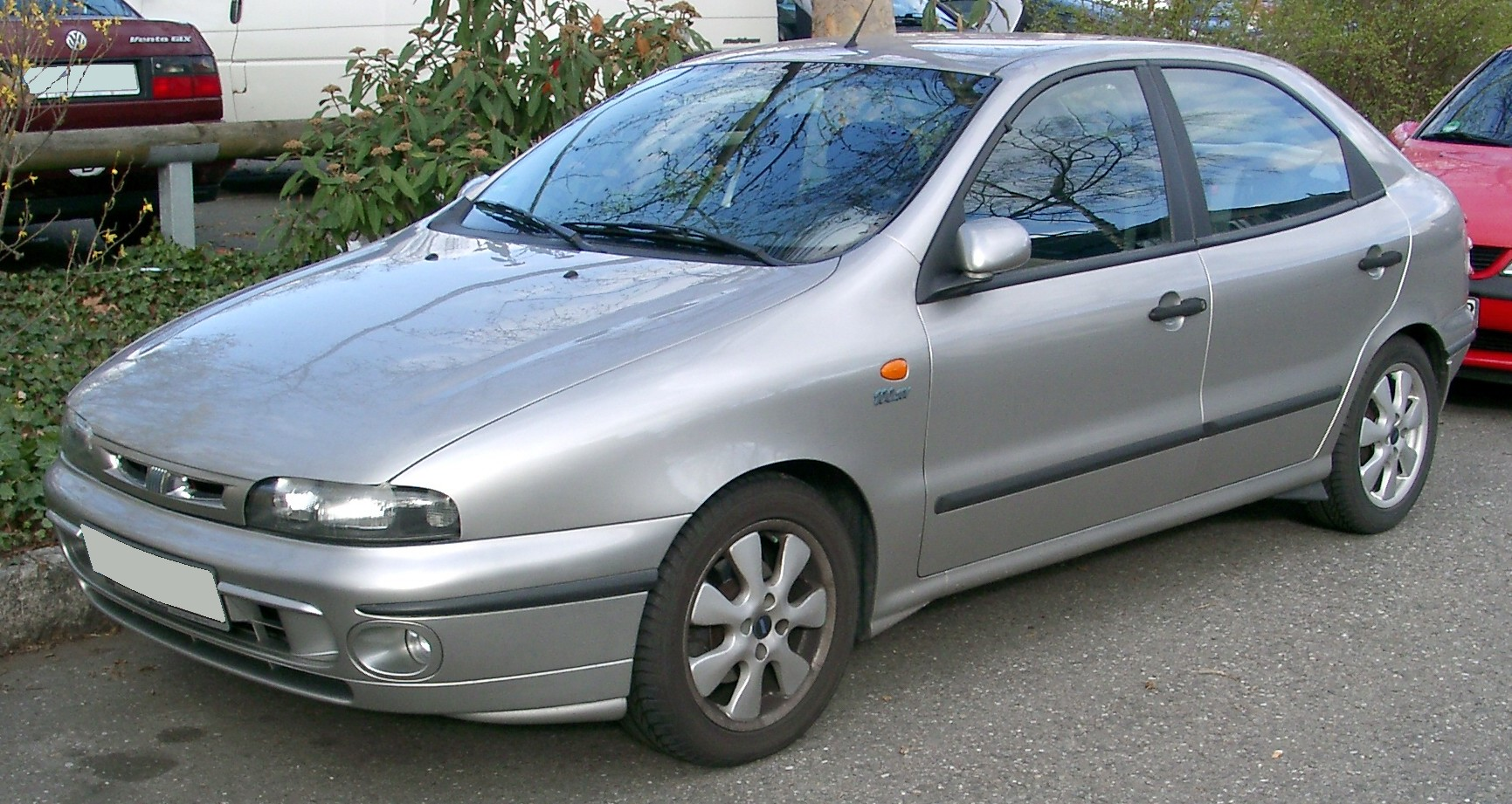
Fiat Brava använder C1-plattformen

Den första serien är känd under namnet C1 där 1:an indikerar den första generationen av denna plattform. Fjädring-schemat är konfigurerat framtill med oberoende hjul, teleskopiska tvärgående fjäderben (MacPherson), baktill med oberoende hjul, längsgående armar, spiralfjäder och krängningshämmare. Den första användningen skedde 1995 med Bravo- och Brava-bilarna.
Det fanns väldigt få skillnader med den tidigare "Typ 2"-plattformen, från vilken den hämtade det centrala bakre golvet, såväl som de främre fjäderbenen, det främre och bakre fjädringsschemat, så pass att den praktiskt taget anses vara en nära derivat av den första och även känd som "Typ 2 rev 2".
En helt reviderad version i plåt föreslogs 1998 med debuten av Fiat Multipla kalllad C1 Sandwich, kännetecknad av en breddad golvstruktur och mer lik en lådstruktur. Den återtog i huvudsak de (förstärkta) fjädringarna från Brava.
Vid en frontalkrock placeras motorn under framsätena istället för att flyttas tillbaka in i kupén, vilket orsakar allvarliga skador på frampassagerarna (3 i fallet med Multipla).
Huvudmotorerna som monterades var 4-cylindriga, både bensin och diesel, med slagvolymer från 1,2 i den lilla Fiat FIRE-motorn upp till 1,9 JTD och common rail, men på vissa bilar som Fiat Marea var det möjligt att kombinera en mekanisk växellåda med 6-växlade och 5-cylindriga motorer i både bensin och turbodiesel (2,0 med 20 ventiler och 2,4 JTD). I Brasilien installerades även en 2,4-cylindrig motor (alltid 5 cylindrar) och en 2,0 med 20 ventiler, tack vare en liten modifiering av framaxeln.
Chassit reviderades på Lancia Lybra både för den förlängda hjulbasen och för införandet av en annan bakre fjädring (av BLG-typen, "Guided Longitudinal Arms") och för vissa förstärkningar av frontstrukturen (ingrepp som även gjordes av den andra serien av Marea 1999) som kallades Tipo 2 rev 3.
Från detta härleddes även, med tyngre modifieringar, chassit till Alfa Romeo 156, 147 och GT på vilka dock mer högpresterande fjädringar användes (hög fyrkantig fram och "tri-link" bak inspirerade av Lancia Delta HF Integrale, liknande MacPherson), samt för en revidering av frontstrukturen för att förbättra stötdämpningen.
Användande:
- Fiat Bravo
- Fiat Brava
- Fiat Marea
- Fiat Marea Weekend
- Fiat Marengo
- Fiat Multipla (C1 Sandwich version)
- Alfa Romeo 147
- Alfa Romeo 156 [4][5][6][7][8][9]
- Alfa Romeo GT
- Lancia Lybra [10]

### Andra generationen: C2
Den andra generationen (C2) debuterade 2001 med Fiat Stilo. De första utvecklingarna av den helt nya plattformen jämfört med C1 började minst tre år tidigare för att skapa en mycket flexibel struktur som kunde anpassas till många olika typer av fordon, från kompakta medelstora bilar till kombibilar upp till premium mellanstora bilar som tredje serien av Lancia Delta som lanserades 2008. Fjädringslayouten använder MacPherson-fjäderben fram och en torsionsbalk bak för att säkerställa maximal tillförlitlighet och god komfort i kombination med ett stort bagageutrymme (torsionsbalken är en mycket kompakt lösning) och minskade produktionskostnader jämfört med mer komplexa strukturer.

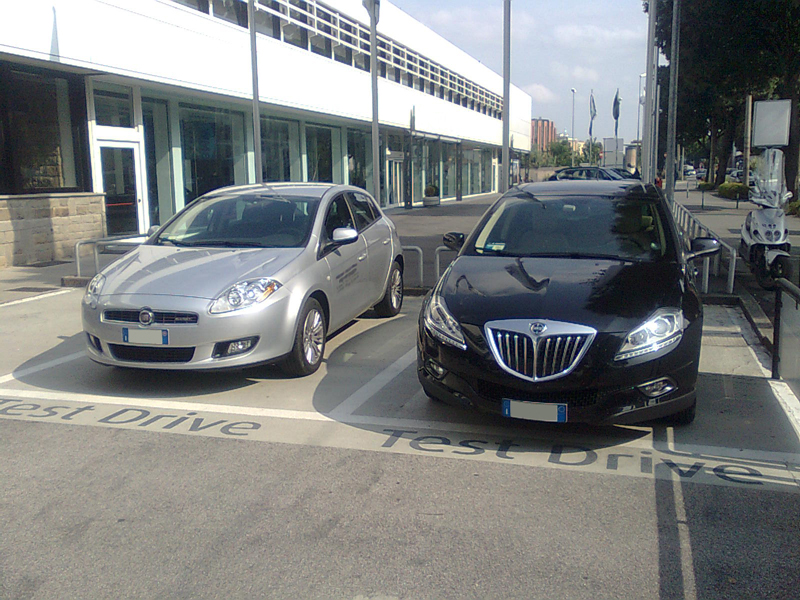
Lancia Delta och Fiat Bravo delar C2-plattformen

C2, förutom att vara mycket styvare, uppfyllde standarderna som krävdes i krocktesterna Euro NCAP och fick 4 till 5 stjärnor på de senaste bilarna. Motorn är placerad tvärs och dragkraften är framåt. Denna plattform kombineras med transmissioner av typen manuell med 5 och 6 växlar och automatisk av typen robotiserad Dualogic eller robotiserad Selespeed.
Motorerna som kombinerades med detta chassi bestod huvudsakligen av 1.9 Multijet-motorer, följt av 1.4 FIRE och T-Jet, 1.6 och 1.8 16V producerade av FMA från Pratola Serra, 2.4 5-cylindrig 20-ventilers och den nyare 1.8 T-Jet med direktinsprutning samt 1.6 och 2.0 Multijet-dieslarna. År 2008 var det för första gången möjligt att homologera 1.9 Twin Stage bi-turbodieselmotorn med 190 hästkrafter och 400 Nm maximalt vridmoment utan att göra ytterligare förändringar i strukturen eftersom chassit enkelt stöder Multijet-motorns enorma vridmoment. C2 monterades på Fiat-fabriken i Cassino.
Användning:
- Fiat Stilo
- Fiat Stilo Multiwagon
- Fiat Bravo (2007)
- Lancia Delta (2008)